# Orbassano
Orbassano (en français Orbasan) est une commune de la ville métropolitaine de Turin, dans le Piémont, en Italie.

## Géographie
Orbassano est située dans la banlieue de Turin.

## Administration
| Période                                  | Période  | Identité      | Étiquette       | Qualité |
| ---------------------------------------- | -------- | ------------- | --------------- | ------- |
| 27 mai 2003                              | En cours | Carlo Marroni | Centro-Sinistra |         |
| Les données manquantes sont à compléter. |          |               |                 |         |

## Sport
La ville dispose d'un centre sportif, le Centro Sisport, dans lequel le club de football turinois de la Juventus installe provisoirement dans les années 2000 ses installations d'entraînement et de centre de formation de ses jeunes (pour remplacer le Campo sportivo Gianpiero Combi prêt à être démoli) avant de se faire construire son propre centre, le Juventus Center.

### Hameaux
Tetti Valfrè, Gonzole.

### Communes limitrophes
Turin, Rivoli, Rivalta di Torino, Beinasco, Nichelino, Volvera, Candiolo, None.